# Asilus nebulosus
Asilus nebulosus là một loài ruồi trong họ Asilidae. Asilus nebulosus được Matsumura miêu tả năm 1911. Loài này phân bố ở vùng Cổ Bắc giới.